# Овен на Дал
Овен на Дал (Ovis dalli) е вид бозайник от семейство Кухороги (Bovidae).

## Разпространение и местообитание
Разпространен е в Канада и САЩ.